# Водний режим
Во́дний режи́м — зміна рівнів та об'ємів води в річках, озерах, водосховищах і болотах, пов'язана із сезонними змінами клімату, інколи з антропогенним впливом. Особливо помітна зміна водного режиму на річках (повінь, паводок, межень, льодостав, льодохід).
Крім того, виділяють водний режим копалень корисних копалин. Система управління водним режимом копалень — система заходів, що здійснюється при освоєнні обводнених родовищ із метою безпечного та економічного ведення гірничих робіт шляхом дії на фільтраційні параметри гірських порід та, як наслідок, наформуй величину поверхневого й підземного водяного потоку в шахті (руднику, кар’єрі).